# Rhegmoclemina abruptinervis
Rhegmoclemina abruptinervis är en tvåvingeart som först beskrevs av Oswald Duda 1928.  Rhegmoclemina abruptinervis ingår i släktet Rhegmoclemina och familjen dyngmyggor. Inga underarter finns listade i Catalogue of Life.